# Stiftelsen Nordiska Detaljhandelshögskolan
Stiftelsen Nordiska Detaljhandelshögskolan (engelska: Nordic Retail College Foundation) är en stiftelse i Norrtälje. Stiftelsen finansierade utbildningen vid Nordiska detaljhandelshögskolan i Norrtälje.

## Samverkan med Företagsekonomiska institutionen vid Stockholms universitet
Stiftelsen grundades i början av 2000-talet genom att ett antal detaljhandelsföretag, Norrtälje kommun och Roslagens sparbanks stiftelse för utveckling och forskning gått samman och tillsammans med sponsorer donerat 15 miljoner kronor. Stiftelsens medel användes för att grunda Nordiska detaljhandelshögskolan (NDH) på Campus Roslagen i Norrtälje, som invigdes den 23 oktober 2002 av Stockholms universitets rektor Gustaf Lindencrona. Vid högskolan utbildades ekonomer med särskild inriktning mot detaljhandeln. Företagsekonomiska institutionen vid Stockholms universitet svarade 2002-2008 för den akademiska grundutbildningen och var delfinansiär i skolan.

## Samverkan med Center for Retailing vid Handelshögskolan i Stockholm AB
Ansvaret för utbildningen togs 2009 över av Handelshögskolan i Stockholms företag Center for Retailing vid Handelshögskolan i Stockholm AB. Center for Retailing vid Handelshögskolan i Stockholm AB ger idag ett 3-årigt kandidatprogram vid Nordiska detaljhandelshögskolan, kallat BSc in Retail Management, som finansieras av stiftelsen. Stiftelsen består idag av flera av Sveriges mest framgångsrika och inflytelserika aktörer inom detaljhandeln, bland andra H&M och ICA, och har erhållit donationer från bland annat Familjen Erling-Perssons stiftelse.